# ملاذ أجيوس لوط
حرم أجيوس لوط موقع رهباني من العصر البيزنطي (القرنين الخامس والسابع الميلاديين) يقع إلى الجنوب الشرقي من البحر الميت ويطل على مدينة صافي الحديثة في الأردن . يتكون من كنيسة بازيليكية أقيمت عند مدخل كهف طبيعي.  كان يُعتقد أن مكان البناء كان هو المكان الذي لجأ إليه لوط بعد أن دمرت سدوم . 

## التاريخ
تكشف الاكتشافات الأثرية عن نظام استيطان طويل الأمد للكهف الذي تم بناء الحرم حوله. تعود النقوش على الفسيفساء البيزنطية في الحرم إلى القرن السابع ، لكن الاكتشافات الأثرية الأخرى في الكهف تشير إلى وجود عصر برونزي كبير في وقت مبكر ووجود العصر البرونزي الأوسط. 

## حالة التراث العالمي
تمت إضافة هذا الموقع إلى قائمة مواقع التراث العالمي المؤقتة التي أصدرتها اليونسكو في 18 حزيران 2001 في الفئة الثقافية.